# Rpcbind
rpcbind — демон операционных систем семейства unix, выполняющий функции сервера для преобразования номеров программ RPC в универсальные адреса. Эта технология используется, например, в NFS.

## Описание
Демон rpcbind является реализацией службы portmapper для работы механизма RPC. Когда некоторая служба RPC запускается на сервере, она сообщает rpcbind, работающему на этом сервере, по какому адресу она принимает информацию и какие номера программ RPC она готова обслуживать.
Когда клиентская программа (например, клиент NFC) подключается к серверу, чтобы обратиться к совместимой с RPC сетевой службе, она сначала связывается с rpcbind на сервере для определения порта, на котором работает нужный ему демон.
При запуске утилита rpcbind проверяет правильность преобразования имени хоста сервера в адрес. В случае сбоя базы данных конфигурации сети могут быть повреждены. Поскольку в этой ситуации службы RPC не могут правильно работать, rpcbind сообщает о своем состоянии и завершается.
Демон rpcbind продолжит работу, если ему удается запуститься как минимум на интерфейсе loopback, даже если другие интерфейсы ему недоступны.
Программа rpcbind должна быть запущена перед вызовом всех других мониторов портов, использующих механизм RPC. Если она не может запуститься на одном из описанных в файле /etc/netconfig транспортных протоколов, она выдает предупреждающее сообщение о проблемном транспорте, а затем пытается запуститься на отставших транспортных протоколах.

## Использование
На 2018 год в Linux rpcbind используется службами (демонами) nfs, nlockmgr, rquotad, mountd.

## Безопасность
С точки зрения информационной безопасности rpcbind представляют собой угрозу генерации распределённых атак «отказ в обслуживании» (DDoS), поскольку на короткий запрос в 82 байта демон выдаёт ответ в 7—28 раз большего размера. Из-за этого Управление информационной безопасности (ISO) в 2015 году обратилось к ИТ-сообществу с просьбой настроить представленные в интернете компьютерные системы и устройства (например, принтеры и компьютеры с Windows) таким образом, чтобы их средства отображения портов portmapper (rpcbind) не были публично бесконтрольно доступны.